# Caroline Hungerländer
Caroline Hungerländer (* 6. April 1988 in Wien) ist eine österreichische Politikerin (ÖVP). Seit November 2017 ist sie Abgeordnete zum Wiener Landtag und Mitglied des Wiener Gemeinderates.

## Leben

### Ausbildung und Beruf
Caroline Hungerländer besuchte das Bundesgymnasium und wirtschaftskundliche Realgymnasium Amerlingstraße in Wien-Mariahilf, wo sie 2006 maturierte. Anschließend studierte sie an der Universität Wien Germanistik, das Studium schloss sie 2013 als Magistra mit einer Diplomarbeit zum Thema Fahnenwörter in den österreichischen Regierungserklärungen der zweiten Republik ab. 2008/2009 absolvierte sie die Jugendakademie des Dr. Karl-Kummer-Instituts, die sie ab 2013 auch leitete. Ab 2008 war sie außerdem Bezirksgeschäftsführerin der ÖVP Wien-Wieden. 2013/2014 absolvierte sie den Diplomlehrgang an der Diplomatischen Akademie und in der Folge Praktika in Washington, Brüssel, Paris und dem Österreichischen Außenministerium. Zwischen 2016 und 2022 arbeitete sie als Referentin an der Schweizerischen Botschaft in Wien. 2024 schloss sie den Materlehrgang "Migrations- und Integrationsmanagement" der Universität für Weiterbildung Krems mit einem Master of Science (MSc) ab. Das Thema ihrer Masterthesis lautete: "Zuwanderungsrelevante Adaptions- und Mitigationsmaßnahmen zur Begegnung des demografischen Wandels in der Diskussion österreichischer Nationalratsparteien von 1999 – 2019". Seit April 2024 fungiert sie als Geschäftsführerin des Instituts für Umwelt, Friede und Entwicklung (IUFE), einem überparteilichen Think-Tank.

### Politik
Ab 2009 war sie Stellvertreterin des Bundesjugendvorsitzenden der Österreichischen Gewerkschaftsjugend (ÖGJ) und von 2011 bis 2015 Bundesjugendvorsitzende der Fraktion Christlicher Gewerkschafter (FCG). Von 2009 bis 2012 fungierte sie als Bezirksvorsitzende der Jungen Volkspartei (JVP) in Wien-Wieden, 2013 wurde sie Bundesvorsitzender-Stellvertreterin der FCG sowie kooptiertes Mitglied im Bundesvorstand des Österreichischen Gewerkschaftsbundes (ÖGB). Zwischen 2010 und 2017 war Hungerländer Bezirksrätin in Wien-Wieden.
Am 20. November 2017 wurde sie in der 20. Wahlperiode als Abgeordnete zum Wiener Landtag und Gemeinderätin angelobt. Sie folgte damit Gudrun Kugler nach, die in den Nationalrat wechselte. Bei der Landtags- und Gemeinderatswahl in Wien 2020 und 2025 kandidiert sie als Wahlkreis-Spitzenkandidatin für den 22. Wiener Gemeindebezirk Donaustadt.
Im Mai 2022 wurde Hungerländer zu einer von sechs Stellvertretern von Landesparteiobmann der ÖVP Wien Karl Mahrer gewählt. Sie ist Migrations- und Integrationssprecherin der Wiener ÖVP.